# 浦河神社
浦河神社（うらかわじんじゃ）とは、北海道浦河郡浦河町（北海道 (令制)日高国浦河郡）にある神社。浦河の総鎮守神社。旧社格は郷社。
浦河市街地にあるため、参拝客も多く、町民多くの信仰を集めている。

## 祭神
- 保食神（うけもちのかみ）
- 大物主命（おおものぬしのみこと）
- 市杵嶋姫命（いちきしまひめのみこと）

## 歴史
寛文9年（1669年）頃に松前の佐藤権左衛門が東蝦夷鎮撫の守護神として讃岐国の金刀比羅宮から大物主命を勧請して祠を建てた。一方、享和元年（1801年）に松前の佐野嘉衞門が京都の伏見稲荷から保食神を勧請して稲荷大明神を建立。さらに文化4年（1805年）に当時北方の警護を命じられて浦河に会所を設けていた南部藩において、藩主の南部大膳太夫が家臣の一戸義左衛門に命じて安芸国の厳島神社から市杵嶋姫命を勧請して天女宮殿浦河大明神を建立した。
天保13年（1842年）8月15日に浦河の場所請負人となっていた萬屋支配人の近江屋周助が三つの祠を合祀して稲荷神社と命名した。
明治8年（1875年）に公称を郷社・稲荷神社とし、明治43年（1910年）に社殿を改築。昭和6年（1931年）に名称を浦河神社に改称した。

## 浦河神社秋季例大祭
毎年9月15日が浦河神社の大祭日。だが近年は氏子らの意見もあり、祭日に最も近い土・日曜日に行われている。祭は宵夜祭（前夜祭）と本祭に分けられる。
宵夜祭では神社境内に露店が並び、2つの山車がカラオケなどで町を練り歩く。そのほか浦河大通り地区では子供みこしも出ている。
本祭では朝10時から神輿渡御が行われる。
渡御は10台ほどのトラックに神輿や神具（色旗や四神旗）を乗せ、総代や氏子たちと共に町内を巡る。堺町歓楽街と大通り1 - 5丁目では徒歩で渡御が行われる。装束を着た氏子が町内を巡る様子はとても見応えがある。
平成22年（2010年）には、浦河神社の過去の神事であった「海上渡御」が約半世紀ぶりに復活した。当日は海上渡御を一目見ようと浦河港にたくさんの人が集まり、船に鎮座した神輿をみた観客からは拍手が沸いていた。
夕方からは境内で山車の演芸が行われ、同時にみこし会「粋麗」の神輿渡御が始まる。100名以上の担ぎ手が重さ1t弱の神輿を担いで大通りを練り歩く。
また19時頃に町内を巡っていた2つの山車と粋麗の神輿が浜町通りに集合し、共同演芸も開かれる。